# Zona profunda
La zona profunda es la zona de un cuerpo interior de agua independiente, como un lago o estanque, ubicado por debajo del rango de penetración efectiva de la luz. Suele estar por debajo de la termoclina, la zona vertical del agua a través de la cual la temperatura desciende rápidamente. La diferencia de temperatura puede ser lo suficientemente grande como para dificultar la mezcla con la zona litoral en algunas estaciones, lo que provoca una disminución en las concentraciones de oxígeno. La zona profunda a menudo se define como una zona fangosa, libre de vegetación y más profunda del bentos lacustre. La zona profunda es a menudo parte de la zona afótica. El sedimento en la zona profunda comprende principalmente limo y lodo.

## Organismos
La falta de luz y oxígeno en la zona profunda determina el tipo de comunidad biológica que puede vivir en esta región, que es claramente diferente de la comunidad en las aguas suprayacentes. Por lo tanto, la macrofauna profunda se caracteriza por adaptaciones fisiológicas y de comportamiento a la baja concentración de oxígeno. Mientras que la fauna béntica difiere entre lagos, especies de Chironomidae y Oligochaetae suelen dominar la fauna de la zona profunda porque poseen moléculas similares a la hemoglobina para extraer oxígeno del agua poco oxigenada. Debido a la baja productividad de la zona profunda, los organismos dependen de los detritos que se hunden desde la zona fótica. La riqueza de especies en la zona profunda es a menudo similar a la de la zona limnética. Los niveles microbianos en el bentos profundo son más altos que los del bentos litoral, posiblemente debido a que el tamaño promedio de las partículas de sedimento es más pequeño. Se cree que los macroinvertebrados bentónicos están regulados por una presión de arriba hacia abajo.

## Ciclo de nutrientes
Los flujos de nutrientes en la zona profunda son impulsados principalmente por la liberación del bentos. La naturaleza anóxica de la zona profunda impulsa la liberación de amoníaco del sedimento béntico. Esto puede impulsar la producción de fitoplancton, hasta el punto de su proliferación, y crear condiciones tóxicas para muchos organismos, particularmente a un pH alto. La anoxia hipomnética también puede contribuir a la acumulación de hierro, manganeso y sulfuro en la zona profunda.